# Okolište (stanowisko archeologiczne)
Okolište – stanowisko archeologiczne (tell) z okresu późnego neolitu położone we współczesnej Bośni i Hercegowinie, w Dolinie Visoko, około 40 km na północny zachód od Sarajewa. Osada była użytkowana przez społeczność kultury butmirskiej i stanowiła największe znane skupisko tej kultury, o powierzchni dochodzącej do 7,5 ha. Badania w Okolište dostarczyły cennych informacji o strukturze i przemianach społecznych w późnym neolicie na obszarze Bośni Środkowej. Wskazują one na proces konsolidacji i hierarchizacji osadnictwa, który jednak nie utrzymał się w dłuższej perspektywie.

## Wykopaliska
Prace archeologiczne prowadzone były w latach 2002–2008 w ramach wspólnego projektu instytucji bośniackich i niemieckich. Celem było zrekonstruowanie struktury osadniczej, warunków życia i przemian społecznych w późnym neolicie. Osada usytuowana była na tarasach rzecznych o zróżnicowanej miąższości warstw kulturowych (od 1 do 3 m), co miało znaczenie przy datowaniu i rozróżnianiu faz użytkowania.

## Układ i gospodarka osady
Osada była otoczona złożonym systemem fortyfikacji – rowami i wałami – wskazującym na wysoki poziom organizacji przestrzennej. Wewnątrz znajdowały się rzędy domów, orientowane w kierunku północny wschód – południowy zachód. Część z nich uległa spaleniu, co umożliwiło rekonstrukcję ich układu wewnętrznego – wyróżniono pomieszczenia do gotowania, przechowywania i konsumpcji. Odkryto także ślady tkactwa i produkcji narzędzi krzemiennych, choć nie zaobserwowano jednoznacznych dowodów specjalizacji gospodarczej. Paleniska lub piece odkryto tylko w dziesięciu domach, co prawdopodobnie wynika z ograniczonego zakresu wykopalisk lub późniejszych przekształceń terenu. W żadnym przypadku nie stwierdzono więcej niż jednego paleniska na dom, co jest typowe także dla innych osad butmirskich.
Gospodarka społeczności opierała się na rolnictwie i hodowli – dominowało bydło, a uprawiano głównie pszenicę samopszę i płaskurkę, uzupełniane w diecie przez soczewicę, groch i owoce leśne.

## Populacja
Na podstawie danych geofizycznych i archeologicznych oszacowano, że w szczytowym okresie (ok. 5200–4900 p.n.e.) osadę zamieszkiwało nawet 1000 osób w około 200 domostwach. W miarę upływu czasu jej powierzchnia ulegała stopniowemu zmniejszeniu – najpierw do 5,6 ha, a pod koniec istnienia (ok. 4500 p.n.e.) do 1,2 ha. Proces ten szedł w parze z przekształceniami w sieci osadniczej regionu – opuszczano większe ośrodki, a zakładano nowe osady na obrzeżach doliny.
W rowach obronnych odkryto ludzkie szczątki. Należały one do co najmniej 14 osób, z czego część wykazywała ślady urazów odniesionych w chwili śmierci lub tuż po niej. Układ i stan rozczłonkowania sugerują, że ciała były składane etapami, być może w wyniku przemocy, klęski głodu lub epidemii.